# Milica Tomašević
Milica Tomašević (serbisch-kyrillisch Милица Томашевић, * 28. Mai 2004) ist eine serbische Leichtathletin, die sich auf den Langstreckenlauf spezialisiert hat.

## Sportliche Laufbahn
Erste internationale Erfahrungen sammelte Milica Tomašević im Jahr 2020, als sie bei den U20-Balkan-Meisterschaften in Istanbul in 11:57,94 min den fünften Platz über 3000 m Hindernis belegte. Im Jahr darauf gelangte sie bei den U20-Balkan-Hallenmeisterschaften in Sofia mit 10:49,05 min auf den zehnten Platz im 3000-Meter-Lauf und im August belegte sie bei den U18-Balkan-Meisterschaften in Kraljevo in 7:38,48 min den achten Platz über 2000 m Hindernis. 2023 wurde sie bei der 2. Liga der Team-Europameisterschaft im Rahmen der Europaspiele in Chorzów in 10:50,25 min Zehnte über 3000 m Hindernis und anschließend gelangte sie bei den U20-Europameisterschaften in Jerusalem mit 9:55,13 min auf den zwölften Platz über 3000 Meter. Im Dezember wurde sie dann bei den Crosslauf-Europameisterschaften in Brüssel nach 21:27 min 62. im U20-Rennen. Bei den Crosslauf-Weltmeisterschaften 2024 in Belgrad klassierte sie sich mit der Mixed-Staffel in 24:31 min auf dem zehnten Platz und im Jahr darauf belegte sie bei den Balkan-Hallenmeisterschaften ebendort in 9:51,76 min den achten Platz über 3000 Meter. Ende Juni wurde sie bei der 2. Liga der Team-Europameisterschaft in Maribor in 17:08,23 min Zwölfte über 5000 Meter, ehe sie bei den U23-Europameisterschaften in Bergen mit 17:09,91 min Rang 22 erreichte.
2023 wurde Tomašević serbische Meisterin im 10.000-Meter-Lauf.

## Persönliche Bestleistungen
- 3000 Meter: 9:42,72 min, 13. Mai 2023 in Zagreb
  - 3000 Meter (Halle): 9:32,82 min, 13. Februar 2024 in Belgrad
- 5000 Meter: 16:29,20 min, 31. Mai 2025 in Karlsruhe
- 10.000 Meter: 40:04,85 min, 25. März 2023 in Belgrad
- 3000 m Hindernis: 10:50,25 min, 22. Juni 2023 in Chorzów